# Euryglossina aurantia
Euryglossina aurantia là một loài Hymenoptera trong họ Colletidae. Loài này được Exley mô tả khoa học năm 1969.